# Tenney (Minnesota)
Tenney es una ciudad ubicada en el condado de Wilkin en el estado estadounidense de Minnesota. En el Censo de 2010 tenía una población de 5 habitantes y una densidad poblacional de 91,93 personas por km².

## Geografía
Tenney se encuentra ubicada en las coordenadas 46°2′40″N 96°27′15″O / 46.04444, -96.45417. Según la Oficina del Censo de los Estados Unidos, Tenney tiene una superficie total de 0.05 km², de la cual 0.05 km² corresponden a tierra firme y (0%) 0 km² es agua.

## Demografía
Según el censo de 2010, había 5 personas residiendo en Tenney. La densidad de población era de 91,93 hab./km². De los 5 habitantes, Tenney estaba compuesto por el 100% blancos, el 0% eran afroamericanos, el 0% eran amerindios, el 0% eran asiáticos, el 0% eran isleños del Pacífico, el 0% eran de otras razas y el 0% pertenecían a dos o más razas. Del total de la población el 0% eran hispanos o latinos de cualquier raza.

## Localidades adyacentes
El diagrama siguiente presenta las localidades en un  radio de 16 km alrededor de Tenney